# Cresfonte (Euripide)
Cresfonte (in greco antico: Κρεσφόντης?, Kresphóntēs) è una tragedia di Euripide oggi perduta, ad eccezione di scarni frammenti sopravvissuti.

## Trama
Cresfonte, re di Steniclaro, discendente della stirpe di Eracle, viene assassinato da Polifonte, re di Messene, che si impadronisce del regno e sposa la vedova Merope. Il figlio di Merope e Cresfonte, anche lui di nome Cresfonte, viene salvato da un vecchio servo che lo invia in Etolia.

Cresciuto, Cresfonte si presenta a Steniclaro sotto falso nome, dichiarando di aver ucciso il legittimo erede e venendo ospitato, in segno di ringraziamento, da Polifonte. Merope, quella stessa notte, mentre Cresfonte è a letto, si reca nelle sue stanze con il vecchio servo per ucciderlo. Grazie a costui, che riconosce il giovane, si riconcilia con il figlio e insieme a lui progetta la vendetta.

Il giorno dopo, Polifonte officia un sacrificio per ringraziare gli dei di averlo liberato dalla minaccia: Cresfonte, con il pretesto di abbattere la vittima, uccide Polifonte e in tal modo riprende possesso del trono paterno.